# Erika Kirpu
Erika Kirpu (* 22. Juni 1992 in Moskau, Russland) ist eine estnische Degenfechterin. Sie wurde Welt- und Europameisterin sowie 2020 Olympiasiegerin mit der Mannschaft.

## Erfolge
Erika Kirpu begann im Alter von sieben Jahren mit dem Fechten, ab 2004 bestritt sie Wettbewerbe. Ihre ersten internationalen Erfolge erfocht die Rechtshänderin bei Europameisterschaften. 2012 gewann sie mit der Mannschaft in Legnano die Bronzemedaille, im Jahr darauf wurde sie mit der Mannschaft in Zagreb Europameister. 2014 gelang ihr in Kasan bei der Weltmeisterschaft mit der Mannschaft der Gewinn der Silbermedaille. Im Einzel sicherte sie sich Bronze. Ebenfalls Silber mit der Mannschaft gewann sie 2015 sowohl bei den Europameisterschaften in Montreux als auch bei den Europaspielen in Baku. Auch im Einzelwettbewerb in Baku erreichte Kirpu das Halbfinale und erfocht so die Bronzemedaille. Bei der Europameisterschaft 2016 wurde sie mit der Mannschaft zum zweiten Mal Europameister. Zudem nahm sie in dem Jahr an den Olympischen Spielen in Rio de Janeiro teil. Im Einzel erreichte sie den 12. Rang, mit der Mannschaft verpasste sie einen Medaillengewinn knapp. Nach einem knappen 27:26-Erfolg über Südkorea im Viertelfinale folgte im Halbfinale gegen China eine 36:45-Niederlage, im Gefecht um Bronze unterlag man Russland mit 31:37. Bei der Weltmeisterschaft in Leipzig wurde sie mit der Mannschaft Weltmeisterin. Die Europameisterschaften 2018 in Novi Sad schloss sie mit der Mannschaft auf dem Bronzerang ab. Bei den 2021 ausgetragenen Olympischen Spielen 2020 in Tokio gewann Kirpu mit der Mannschaft die Goldmedaille und wurde Olympiasiegerin.
Kirpu wurde für ihre Erfolge in Estland mehrfach geehrt. 2014 wurde sie zur Sportlerin des Jahres gewählt, darüber hinaus wurde ihr diese Ehrung auch in der Mannschaftskategorie mit der Degen-Nationalmannschaft in den Jahren 2013, 2014 und 2017 zuteil. Im Februar 2022 erhielt sie den Orden des weißen Sterns in der II. Klasse.

## Auszeichnungen
- Estlands Sportlerin des Jahres: 2014
- Estlands Mannschaft des Jahres: 2013, 2014, 2017 (jeweils mit Irina Embrich, Julia Beljajeva und Kristina Kuusk)